# 山陰海岸ジオパーク館
山陰海岸ジオパーク館（さんいんかいがんジオパークかん）は、兵庫県美方郡新温泉町の浜坂県民サンビーチにある、山陰海岸国立公園及び山陰海岸ジオパークをテーマとした学習施設、資料館。1994年に開催された「但馬・理想の都の祭典」にあわせ、旧浜坂町が設置した海洋学習施設「浜坂マリンポーチ」を改修したものである。2005年4月より長らく休館中であったが、2009年9月19日に山陰海岸ジオパーク館として生まれ変わった。

## 施設概要
日本列島の海底地形模型や山陰海岸国立公園の立体模型など山陰海岸の地層をわかりやすく解説した各種模型を設置しているほか、山陰海岸に関する資料の展示や、採取した海岸の砂や岩石を展示している。
- 模型
  - 日本近海海底地形模型
  - 山陰海岸国立公園の立体模型
  - 但馬御火浦・獅子の口（岩石）の模型
  - 北前船の模型
- 標本
  - 岩石標本70点 - 玄武岩、安山岩、凝灰岩など
  - 化石48点 - 植物や魚介類など
  - 12箇所の海岸から採取した砂（琴引浜や三田浜など）

## 利用情報
- 休館日 - 毎週火曜日
- 開館時間 - 9:00から17:00

## 交通アクセス
- JR西日本山陰本線浜坂駅下車、徒歩約20分

## 周辺情報
- 浜坂温泉の外湯「ユートピア浜坂」
- 浜坂先人記念館 以命亭
- 加藤文太郎記念図書館
- 道の駅山陰海岸ジオパーク浜坂の郷